# Plicaturopsidoïde
 (novembre 2013).
Si vous disposez d'ouvrages ou d'articles de référence ou si vous connaissez des sites web de qualité traitant du thème abordé ici, merci de compléter l'article en donnant les références utiles à sa vérifiabilité et en les liant à la section « Notes et références ».
 (novembre 2013).
- Si vous ne connaissez pas le sujet, laissez ce bandeau (vous pouvez alors contacter les auteurs).
- Si vous supprimez le contenu mis en cause (vous pouvez préalablement contacter les auteurs),

argumentez précisément cette suppression dans la page de discussion
(un manque de référence n'est pas un argument ; une recherche réelle de référence doit avoir été effectuée, être formellement documentée).

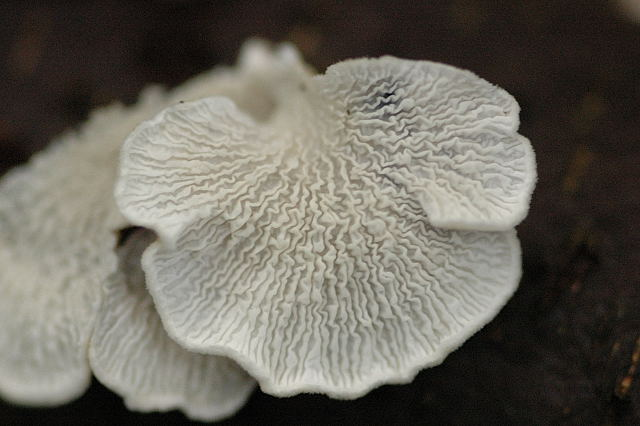
Plicaturopsis crispa

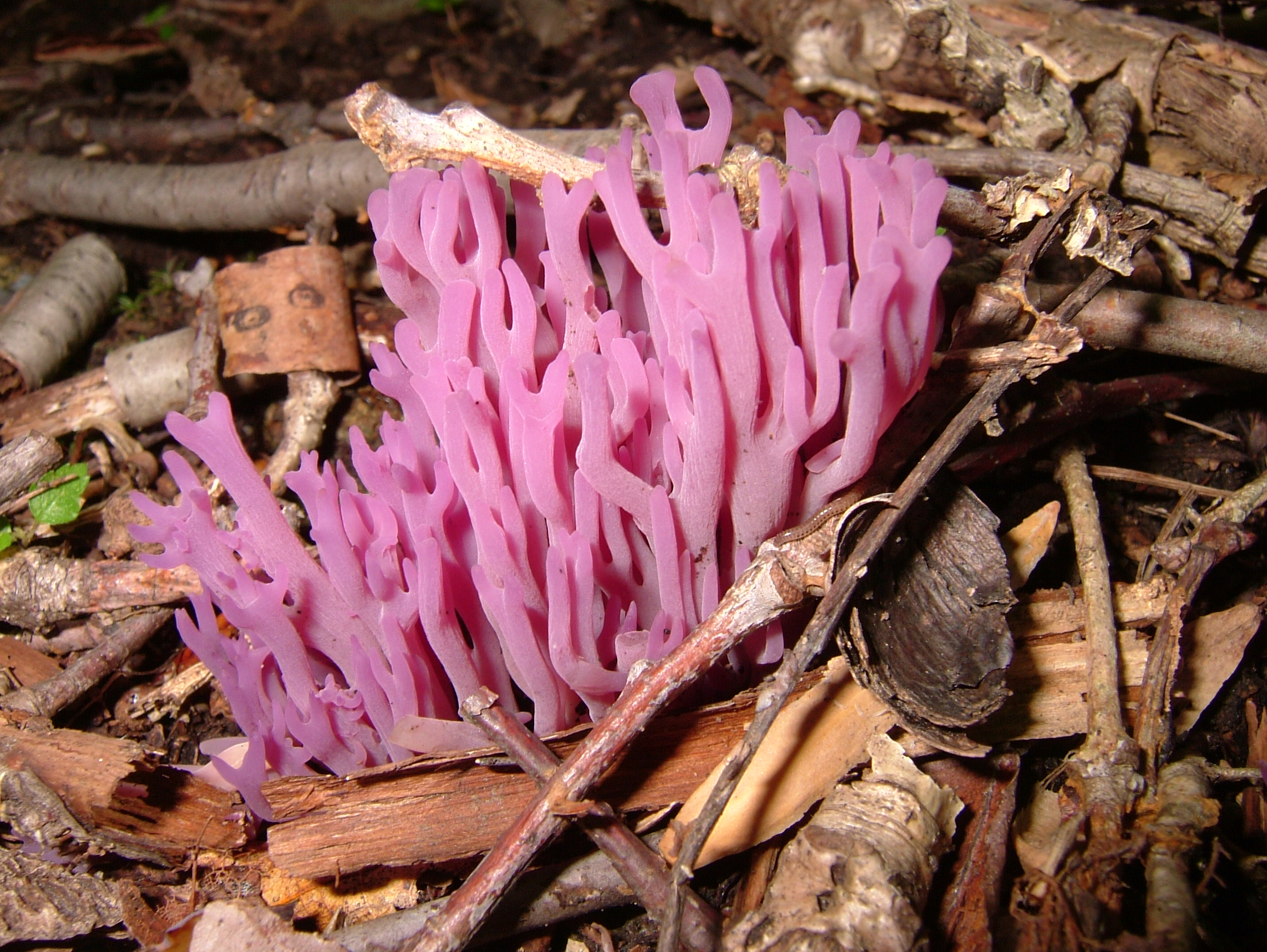
Le genre Clavaria

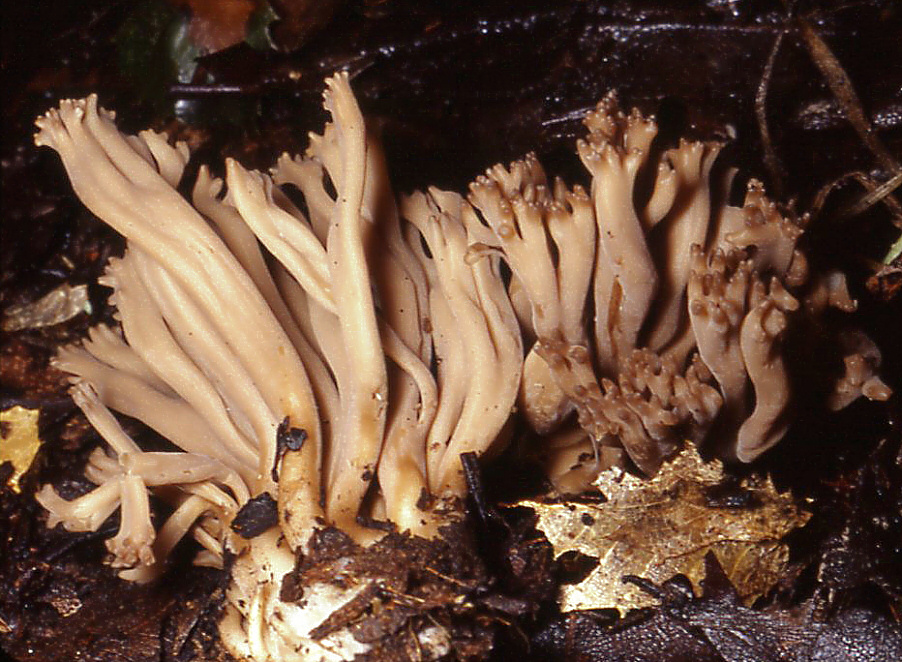
Le genre Clavulinopsis

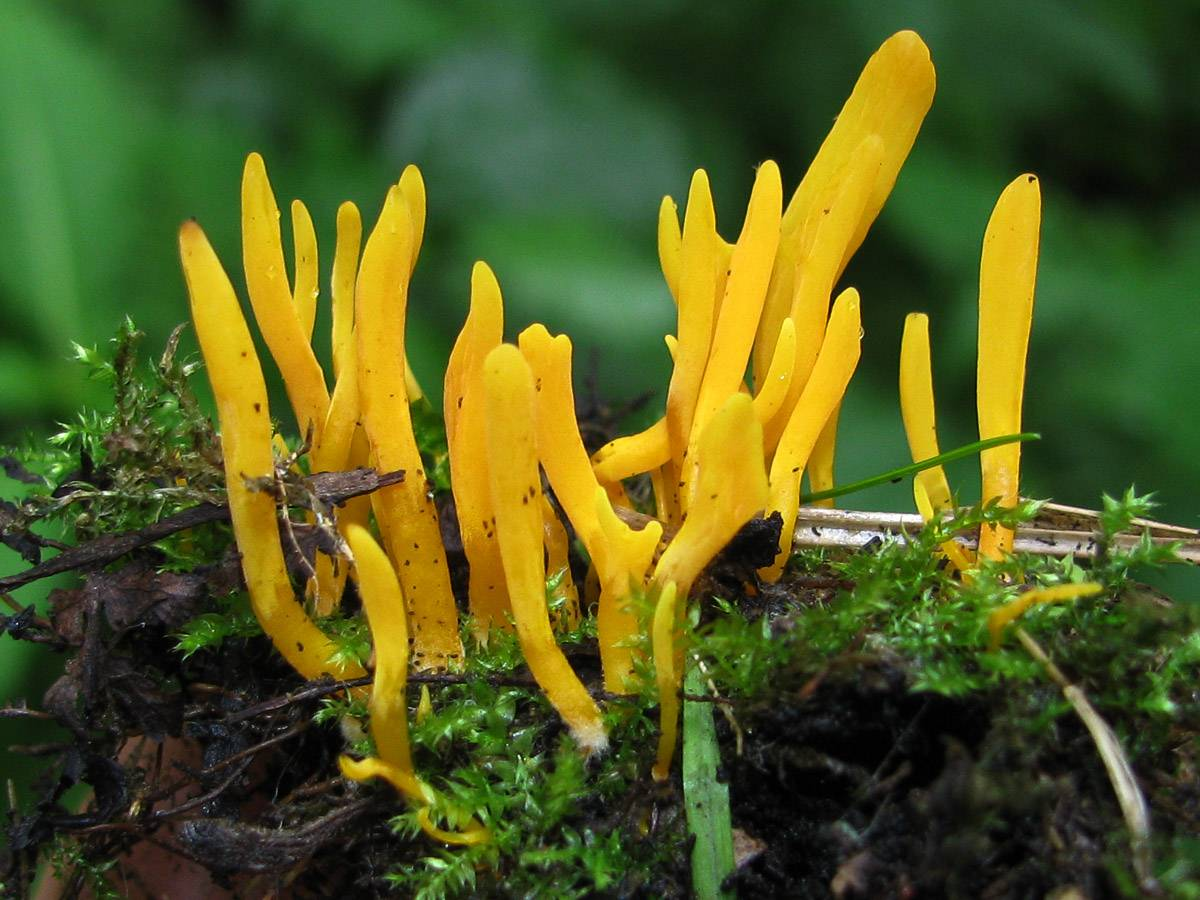
Le genre Clavulinopsis

Le clade plicaturopsidoïde est une nouvelle division phylogénétique des Agaricales proposée en 2006 et y constituant le premier des six clades des Agaricales. Il englobe principalement les clavaires et ses apparentés morphologiques du genre Clavulinopsis. 

## Situation du clade
- - Clade des Athéloïdes
  - Boletales, Clade des Bolets
  - Agaricales, Clade des Euagarics
    - 
      - Clade VI Agaricoïde
      - Clade V Tricholomatoïde
      - Clade IV Marasmioïde
      - Clade III Hygrophoroïde
      - Clade II Pluteoïde

    - Clade I Plicaturopsidoïde

## Phylogénie du clade I Plicaturopsidoïde
- Clade I Plicaturopsidoïde
  - Atheliaceae
    - Plicaturopsis
      - 
        - Plicaturopsis crispa
        - Plicaturopsis scarlatina 

      - Podoserpula pusio
        - Sclerotium (Athelia) 30 sp.

  - Clavariaceae
    - Camarophyllopsis 27 sp.
      - Clavulinopsis 37 sp.
        - Clavaria 50 sp.